# Podologie
Ne doit pas être confondu avec Pédologie.
Cet article concerne l'étude du pied humain. Pour le pied du cheval, voir Podologie équine.
La podologie est une spécialité paramédicale qui s'intéresse à l'étude du pied dans sa globalité et au traitement de ses pathologies.

## Définition de la pratique podologique[1]
Trois professions réalisent couramment de la podologie : le podo-orthésiste, le pédicure-podologue et l'orthopédiste-orthésiste.
La podologie est une science médicale concernant l’étude, la prévention, le diagnostic et la prise en charge appropriée des pathologies de l'appareil locomoteur, du membre inférieur, pied et cheville inclus. Soins de premier recours, la podologie prend en compte les problèmes, les douleurs, les manifestations locales et systémiques liés à cette partie du corps. La prise en charge podologique peut être éducative, préventive, curative, nécessiter un traitement à long terme, ou relever de la recherche.
Le podo-orthésiste réalise des semelles orthopédiques sur mesure mais aussi des chaussures orthopédiques. C'est un professionnel de santé de niveau bac+3, singularisé par un BTS.
Ses réalisations peuvent se faire avec ou sans ordonnance médicale pour le titulaire du BTS, car ce dernier est à même d'établir un examen clinique complet et d'établir un diagnostic. Sa connaissance avancée de la chaussure sur mesure permet également de prodiguer de nombreux conseils calcéologiques.
Le pédicure-podologue réalise des semelles orthopédiques et de la pédicurie, il a une approche différente de par son statut de paramédical. L’une des particularités de la profession de pédicurie-podologie est la possibilité qui lui est reconnue d’accomplir, sans prescription médicale préalable et dans les conditions fixées par le code de la santé publique (Article L.4322-1), certains actes professionnels et notamment le droit d'examen clinique et de diagnostic. Ceux-ci relèvent du décret du 19 juin 1985 codifié à l’Article R.4322-1 du code de la santé publique et du décret de 1987 relatif aux topiques. Sans prescription médicale, ils sont non remboursables par les assurances de santé.
L'orthopédiste-orthésiste est un auxiliaire de santé inscrit au code de la santé publique (Article L.4364-1). Son expérience des solutions d'appareillage "de la tête aux pieds" lui permet de comprendre les influences et répercussions dues aux déséquilibres fonctionnels. Sur prescription médicale, grâce à sa vision globale de la statique et de la posture du patient, l'orthopédiste-orthésiste analyse, conçoit et réalise des orthèses plantaires sur mesure, en parfaite adéquation avec la pathologie, les contraintes liées au chaussant et l'activité.
Le potentiel de développement dans ce secteur d'activité, en matière de santé publique et d’ordre à la fois scientifique, technologique et clinique, démontre le rapport étroit et indissociable qui existe entre le diagnostic posé et les modalités de traitement, y compris l’utilisation de dispositifs médicaux.

### Podologie
La podologie agit sur la structure même du pied.
Les professionnels en podologie réalisent les orthèses plantaires, semelles orthopédiques placées dans la chaussure du patient. L'objectif est de corriger les troubles posturaux, tendinopathie, capsulite, névralgie, myalgie, arthrose qui sont ainsi évités ou du moins atténués dans leurs symptomatologies.
De nombreuses orthèses sont réalisées :
- les orthoplasties réalisées sur mesure, corrigent et protègent les orteils.

D'autres ne peuvent être faites uniquement par le podologue :
- les orthonyxies rétablissent les courbures physiologiques de l'ongle, l'incarnation unguéale est ainsi évitée.
- les onychoplasties, prothèses unguéales, pallient le déficit de l'ongle.
- les contentions nocturnes tendent à rétablir les positions physiologiques podales.

Le pédicure-podologue a le droit de prescrire certains topiques. Les podo-orthésistes et orthopédistes-orthésistes ne peuvent pas prescrire.
Signes traités par la podologie :
- une douleur du pied quelle que soit sa localisation, orteils, talons, chevilles, plante, dos du pied... (sauf anti-inflammatoire prescrit uniquement par le médecin)
- une malformation de quelque partie du pied,
- une préoccupation sur une modification dans l'aspect du pied,
- la remarque d'un tiers observant une modification de la marche, de la posture...
- une douleur du genou, de la hanche, du dos.

Dans le contexte de certaines maladies, telles que le diabète ou l'artérite, la podologie permet de prévenir la complication de cors ou de plaies.
Chez le sportif, certaines activités multiplient les risques de pathologies de l'appareil locomoteur, et devraient inciter une consultation systématique des podologues.
En ce qui concerne les enfants, podologue, podo-orthésiste et orthopédiste-orthésiste procèdent à la fabrication des semelles orthopédiques dites de stimulation (F) ou des semelles fonctionnelles (B), prévenant les mal-positions de l'âge adulte.
Pour leur confort et pour éviter les attitudes déformantes, les personnes âgées sont souvent amenées à consulter.

### En France
En France, la pédicurie est uniquement du ressort du pédicure-podologue diplômé d’État.
En ce qui concerne les semelles orthopédiques, d’autres professionnels peuvent les faire avec le même degré de qualification : ce sont les podo-orthésistes, les orthopédistes-orthésistes (tous auxiliaires médicaux) et, pour finir, les pharmaciens.

#### Compétences
Les compétences professionnelles sont nettement définies et limitées par le Code de la Santé Publique :
1. Seuls les pédicures-podologues ont qualité pour traiter directement les affections épidermiques (couches cornées et unguéales du pied) à l’exclusion de toute autre intervention provoquant l’effusion de sang ;
2. Ils sont également seuls qualifiés pour pratiquer les soins d’hygiène, confectionner et appliquer les semelles destinées à soulager les affections épidermiques (SAE) (non remboursées car non prescrites par un médecin) ;
3. Sur ordonnance et contrôle médical, les pédicures-podologues peuvent traiter les cas pathologiques de leur domaine : hygromas, onyxis, etc. et soins pré- et post-opératoires.

#### Décret 85-631 du 19 juin 1985
Il concerne uniquement les pédicures-podologues :
Article 1
Les pédicures-podologues accomplissent, sans prescription médicale préalable et dans les conditions fixées par l’Article L.493 du Code de la Santé Publique, les actes professionnels définis aux Articles 2, 3, 4, 5 et 6 suivants.
Article 2
Diagnostic et traitement des :
1. Hyperkératoses mécaniques ou non, d’étiologie et de localisations diverses ;
2. Verrues plantaires ;
3. Ongles incarnés, onychopathies mécaniques ou non, et autres affections épidermiques ou unguéales du pied, à l’exclusion des interventions impliquant l’effusion de sang.

Article 3
1. Exfoliation et abrasion des téguments et phanères (rabotage, fraisage et meulage) ;
2. Soins des conséquences des troubles sudoraux.

Article 4
Soins d’hygiène du pied permettant d’en maintenir l’intégrité : surveillance des soins et des personnes, valides ou non, pouvant présenter des complications spécifiques entrant dans le champ de compétences des Pédicures-Podologues.
Article 5
Prescription et application des topiques à usage externe figurant sur une liste fixée par un arrêté du Ministre Chargé de la Santé pris après avis de l’Académie Nationale de Médecine.
Article 6
Prescription, confection et application des prothèses et orthèses, onychoplasties, orthonyxies, orthoplasties externes, semelles orthopédiques et autres appareillages podologiques visant à prévenir ou à traiter les affections épidermiques et unguéales du pied.

### Au Canada
Au Canada, les podiatres figurent au premier plan. Ils sont titulaires d’un diplôme de doctorat en médecine podiatrique (DPM) (à ne pas confondre avec le diplôme de médecine) et peuvent poser un diagnostic.
La pédicurie non médicalisée est assurée par les infirmières en soins des pieds, les podologues ou pédicures, ou chiropodistes du côté anglophone, des hygiénistes en soins des pieds et des thérapeutes en soins des pieds.
Les esthéticiennes, dans le cadre du bien-être et de l’embellissement, font la coupe d’ongle, soignent la beauté du pied avec un massage du pied et posent le vernis à ongles.

### En Belgique
Le podologue traite les affections dermiques, unguéales et articulaires avec des techniques non opératoires. Il traite également les problèmes[[
]] de marche avec des orthèses fonctionnelles.

#### Formation
Le podologue ou podothérapeute est un professionnel paramédical ayant obtenu un diplôme de Bachelier ou un Master. Trois Hautes Écoles forment les étudiants en podologie en région francophone : le Parnasse-ISEI et la HELB-Prigogine à Bruxelles, et Condorcet à Charleroi.
Le podologue se distingue des pédicures médicaux qui ne sont pas dans le domaine paramédical. Ces derniers suivent une courte formation d’une journée par semaine, pendant deux années.

#### Réglementation
Les études de bachelor en Podologie ainsi que le métier de podologue en Belgique sont soumis à la réglementation de l’Arrêté Royal du 7 mars 2016. Cet Arrêté Royal donne droit aux podologues de pratiquer les actes suivants, confiés ou prescrits par un médecin :
- Examen clinique, biomécanique et analyse de la marche, conseils
- Soins des pieds, orthonyxie, orthoplastie, onychoplastie
- Application de topiques et anesthésie de contact pour un traitement des ongles
- Soin aseptique des plaies
- Semelles (fabrication, délivrance, réparation)
- Assistance et instrumentation en chirurgie
- Mise en place et enlèvement de plâtre, bandages, et attelles
- Enlèvement du matériel d’ostéosynthèse percutanée.

Aucun code de déontologie n’est encore défini pour la podologie en Belgique.

#### Remboursement
Les remboursements en podologie sont presque inexistants en Belgique. Un remboursement est possible deux fois par an pour des soins concernant certains patients diabétiques. À cet effet, le podologue doit demander un numéro INAMI, subordonné à l’obtention d’un agrément communautaire et d’un visa.

### Sources
- Le site du Conseil de l'Ordre des Pédicures Podologues
- Le site de la Fédération Nationale de Podologie

### Anatomie et physiologie
- Pied
- Talon
- Orteil
- Jambe
- Orthopédie

### Troubles articulaires
- Hallux rigidus
- Hallux valgus
- Hallux varus

### Troubles osseux
- Fracture
- Ostéomyélite
- Hallux rigidus

### Troubles nerveux
- Syndrome des canaux tarsiens
- Névrome de Morton

### Troubles génétiques
- Polydactylie

### Manifestations spécifiques de maladies systémiques
- Pied diabétique
- Pied rhumatoïde

### Podologie animale
- Parage des bovins, parage du cheval
- Pédicure pour bovins